# Rudolf Pavlovič

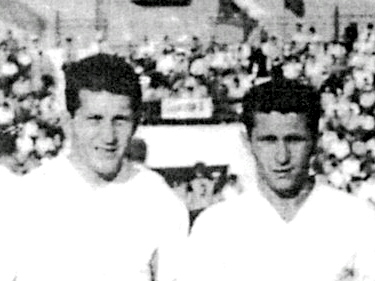
Rudolf (vlevo) s bratrem Ladislavem.

Rudolf Pavlovič (31. října 1928 Prešov – 18. srpen 2018) byl slovenský fotbalista, záložník. Jeho bratrem byl fotbalový reprezentant Ladislav Pavlovič.

## Fotbalová kariéra
V československé lize hrál za Tatran Prešov. Nastoupil v 273 ligových utkáních a dal 29 gólů. V Poháru vítězů pohárů nastoupil v 1 utkání a dal 2 góly.

## Ligová bilance
| Ročník                                     | Zápasy | Góly | Klub          |
| ------------------------------------------ | ------ | ---- | ------------- |
| Celostátní československé mistrovství 1950 | 23     | 1    | Dukla Prešov  |
| Mistrovství československé republiky 1951  | 18     | 2    | Tatran Prešov |
| Mistrovství československé republiky 1952  | 25     | 2    | Tatran Prešov |
| Přebor československé republiky 1953       | 7      | 3    | Tatran Prešov |
| Přebor československé republiky 1955       | 3      | 0    | Tatran Prešov |
| 1. československá fotbalová liga 1956      | 22     | 3    | Tatran Prešov |
| 1. československá fotbalová liga 1957/58   | 31     | 3    | Tatran Prešov |
| 1. československá fotbalová liga 1958/59   | 26     | 2    | Tatran Prešov |
| 1. československá fotbalová liga 1959/60   | 26     | 2    | Tatran Prešov |
| 1. československá fotbalová liga 1960/61   | 22     | 1    | Tatran Prešov |
| 1. československá fotbalová liga 1961/62   | 26     | 2    | Tatran Prešov |
| 1. československá fotbalová liga 1962/63   | 26     | 3    | Tatran Prešov |
| 1. československá fotbalová liga 1963/64   | 18     | 5    | Tatran Prešov |
| CELKEM                                     | 273    | 29   |               |